# Кемпф, Марк-Оливер
Марк-Оливер Кемпф (нем. Marc-Oliver Kempf; 28 января 1995, Лих, Германия) — немецкий футболист, защитник итальянского клуба «Комо».

## Клубная карьера
Марк-Оливер выступал за детские и юношеские команды «Бад-Наухайм», «Дорн-Ассенхайм» и «Брухенбрюкен». В 2007 году он присоединился к молодёжной команде франкфуртского «Айнтрахта».
27 ноября 2012 года дебютировал за «Айнтрахт», выйдя в стартовом составе в матче с «Майнц 05». В следующем туре он также провёл все 90 минут на поле против «Фортуны». 28 ноября 2013 года Марк-Оливер провёл свою первую игру в еврокубках, приняв участие в матче Лиги Европы против французского «Бордо». В сезоне 2013/14 Кемпф выступал за резервную команду «Айнтрахта» в Региональной лиге «Юго-Запад».
15 июля 2014 года Кемпф перешёл во «Фрайбург». Первый матч в Бундеслиге за фрайбургцев Кемпф провёл против своего бывшего клуба. 1 июля 2018 года на правах свободного агента перешёл в «Штутгарт». 19 января 2019 года забил первый гол в ворота «Майнца».

## Карьера в сборной
Марк-Оливер выступал за юношеские сборные Германии разных возрастных категорий. Серебряный призёр Чемпионата Европы 2012 среди команд до 17 лет. В финальном матче турнира Кемпф реализовал свой удар в серии послематчевых пенальти, однако этого оказалось недостаточно для победы над голландцами.
В составе сборной до 19 лет стал победителем юношеского чемпионата Европы 2014.